# 王叔文公
王叔文公（？—前624年），姬姓，名虎，通称王子虎，东周周釐王的儿子，周惠王的弟弟。在周襄王时代，他是天子的叔叔，被称作“王叔”，所以他建立的诸侯国称作王叔国。谥号为“文”，所以称之为“王叔文公”。前632年，城濮之战後，晋文公向周襄王献楚国战俘，天子派王叔文公封晋文公为“侯伯”。之後，王叔文公主持践土之盟，晋文公成为霸主 。鲁文公三年（前624年）四月乙亥，王叔文公去世，儿子王叔桓公即位。